# Black Devon
Der Black Devon, auch South Devon, der Oberlauf als Nettly Burn, ist ein Fluss in den schottischen Council Areas Fife und Clackmannanshire. etwa einen Kilometer nördlich des Knockhill Racing Circuit.

## Verlauf
Der Black Devon entspringt auf einer Höhe von rund 300 m in den Cleish Hills. Zunächst in östlicher Richtung verlaufend, beschreibt der Nettly Burn einen weiten Bogen, um fortan nach Westen zu fließen. Nach rund drei Kilometern quert ihn die A823 auf Höhe des Knockhill Racing Circuit. Weitere 4,5 km flussabwärts erreicht er den Weiler Balgonar nördlich von Saline. Weiter nach Westen durch eine dünnbesiedelte Region fließend, markiert der Black Devon auf einer Strecke von rund zwei Kilometern die Grenze zwischen den Council Areas Fife und Clackmannanshire, um dann bis zu seiner Mündung auf dem Gebiet letzterer zu verlaufen.
Er erreicht den Weiler Forrestmill, wo die A977 kreuzt. Westlich passiert er den Stausee Gartmorn Dam. Ein Teil des geführten Wassers wird dem See über eine künstliche Verbindung zugeleitet. Auf Höhe des Gartmorn Dam knickt der Flussverlauf nach Südwesten ab. Der Fluss begrenzt Clackmannan im Norden, wo auch die A907 kreuzt. Er beschreibt einen Bogen, an dessen westlichster Ausdehnung der Fluss die Stadt Alloa tangiert. Nach einer Gesamtlänge von 26,18 Kilometern mündet der Black Devon jeweils rund zwei Kilometer südwestlich beziehungsweise südöstlich der Zentren von Clackmannan und Alloa in den Forth.

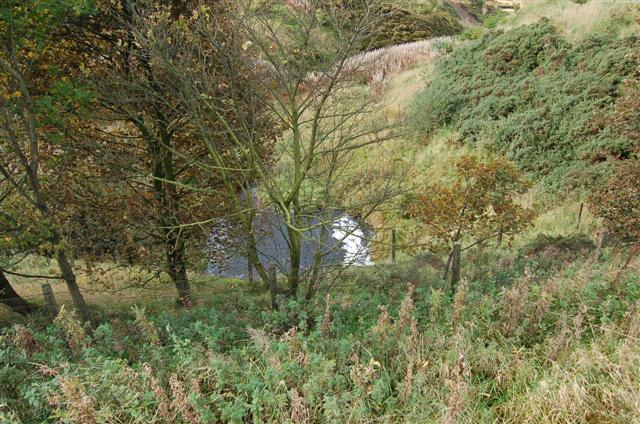
Der Nettly Burn von der Brücke der A823
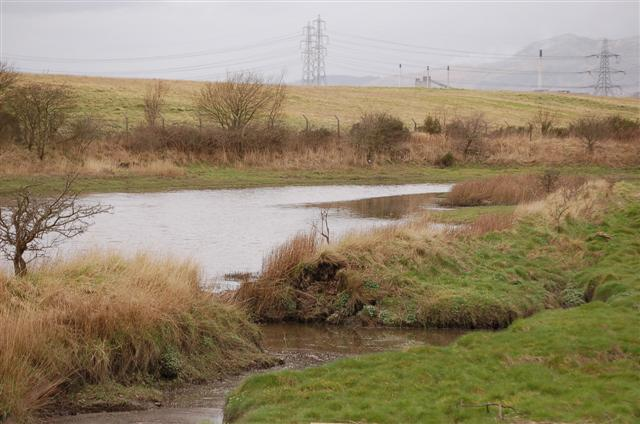
Der Black Devon nahe der Mündung. Im Hintergrund die Anlagen der Alloa Glass Works mit dem Glashüttenturm